# 戸隠スキー場
戸隠スキー場（とがくしスキーじょう）は、長野県長野市戸隠にあるスキー場。長野市が管理しており、株式会社戸隠が指定管理者となっている。地方公営企業法は財務規定等が適用されている。
北信五岳のひとつでもある飯縄山の支峰の瑪瑙山のおおよそ西側斜面に開かれている。
山頂からは戸隠山や高妻山などの戸隠連峰と、遠くには北アルプスを望むことができる。また、同ゲレンデに隣接して「神告げ温泉」がある。
託児所、フリースタイルパーク、更衣室、休憩施設、キッズパーク（子ども向けの雪遊び場）などの施設も設けられている。

## コース

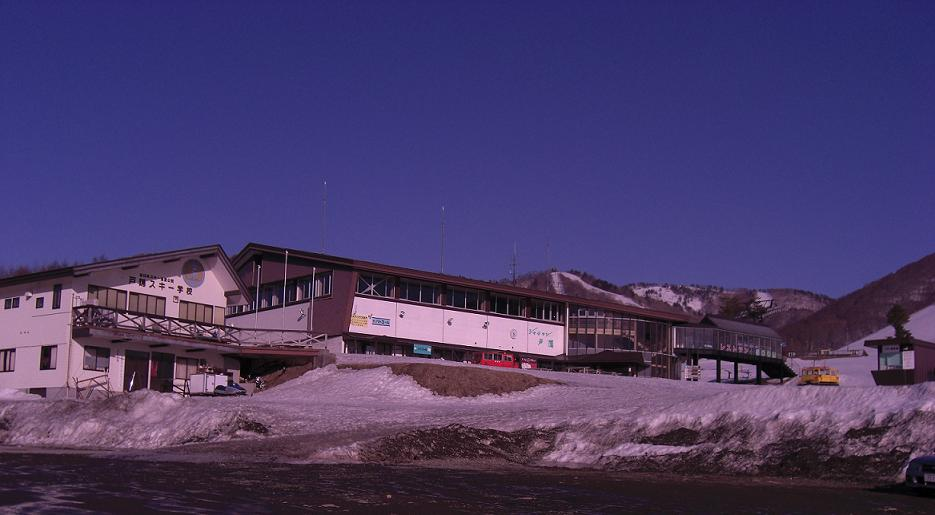
戸隠スキー場、シャルマン戸隠

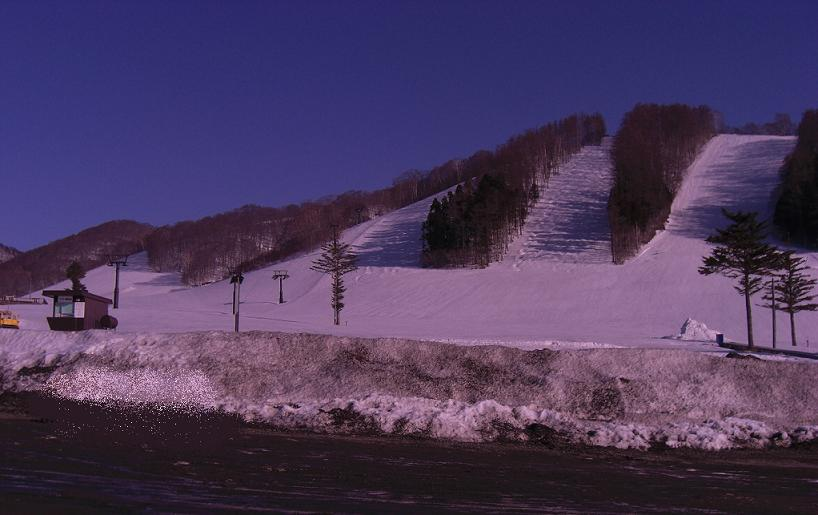
戸隠スキー場 チャンピオンコース

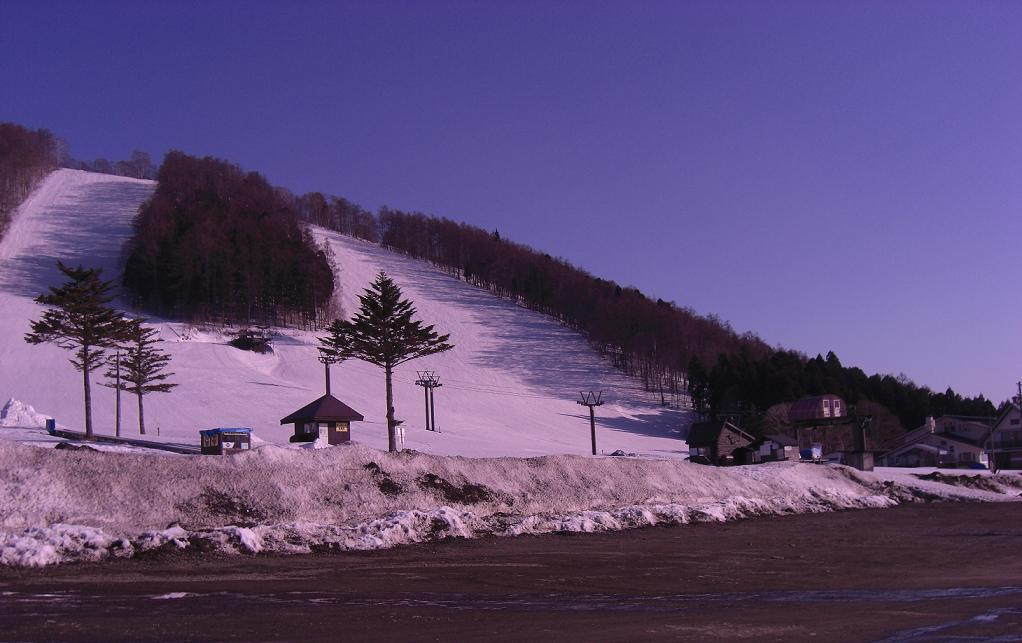
戸隠スキー場 silverコース

スキー場は、メノウ山と怪無山と2つの山にまたがっている。主なコースとして、急斜面が多い中社エリア、家族向けのセンターエリア（越水ゲレンデ）、眺望の良い山頂エリアが設けられている。（上の写真はメノウ山の山頂からの眺望で、手前の山が怪無山である。また、山頂エリア周辺からは富士山（頂上部分）が見える。怪無山の左奥に中社ゲレンデ、右側が越水ゲレンデである。）
8基のリフトが設置されている。中社エリアは迂回コースはあるものの急斜面が比較的多いゲレンデである。このほか、フリースタイルパークやモーグルコースも設けられている。

## コース紹介

### 初心者
- 初心者コース - 最大8度　800m
- 中社中央バーン - 450m

### 初級者
- お仙水コース - 最大17度・平均9度（迂回コース有）　1500m
- ドリームコース - 最大15度　900m

### 中級
- メノウコース - 最大18度・平均10度　1500m
- しゃくなげコース - 最大26度　700m
- ロマンチックコース - 最大24度　1500m
- しらかばコース - 最大26度　1300m
- 高妻コース - 最大27度　600m

### 上級
- チャンピオンコース - 最大31度・平均28度　400m
- アドベンチャーコース - 最大24度　600m
- チャレンジコース - 最大28度　400m
- シルバーコース - 最大29度　600m
- フレッシュコース - 最大26度　1100m
- グランドコース - 最大28度　950m
- パラダイスコース - 最大29度　900m

## リフト
- 中社第1ペアリフト - 410m
- 中社第2ペアリフト - 880m
- 第2ロマンスリフト - 245m
- 第3クワッドリフト - 956m
- 第4高速ペアリフト - 691m
- 第5高速ペアリフト - 1016m
- 第6クワッドリフト - 1170m

## 交通
自動車
上信越自動車道 信濃町インターチェンジより県道36号利用、約30分。
公共交通機関
JR東日本北陸新幹線・信越本線、長野電鉄長野線 長野駅より路線バスで約60分。